# Secante hiperbólica

Gráfica de la función secante hiperbólica.

En trigonometría, la secante hiperbólica es una función hiperbólica que asigna a un número real el recíproco de su 
coseno hiperbólico. Se simboliza {\displaystyle \operatorname {sech} } y matemáticamente se sintetiza:
{\displaystyle \operatorname {sech} \;x={\frac {1}{\operatorname {cosh} \;x}}={\frac {2}{e^{x}+e^{-x}}}}

## Características
El dominio de la función está definido de {\displaystyle -\infty } a {\displaystyle +\infty } y su codominio queda en el intervalo {\displaystyle (0,1]}. La función presenta una asíntota horizontal en {\displaystyle y=0}.
Toma el nombre de hiperbólica por la oportunidad de poder utilizar u = acosht, v =bsenht, siendo t un número real, como ecuaciones paramétricas de una rama de la hipérbola de ecuación:
{\displaystyle {\frac {u^{2}}{a^{2}}}-{\frac {v^{2}}{b^{2}}}=1}